# Acraea ochrareducta
Acraea ochrareducta är en fjärilsart som beskrevs av Stoneham 1936. Acraea ochrareducta ingår i släktet Acraea och familjen praktfjärilar. Inga underarter finns listade i Catalogue of Life.